# Giuseppe Zacchini

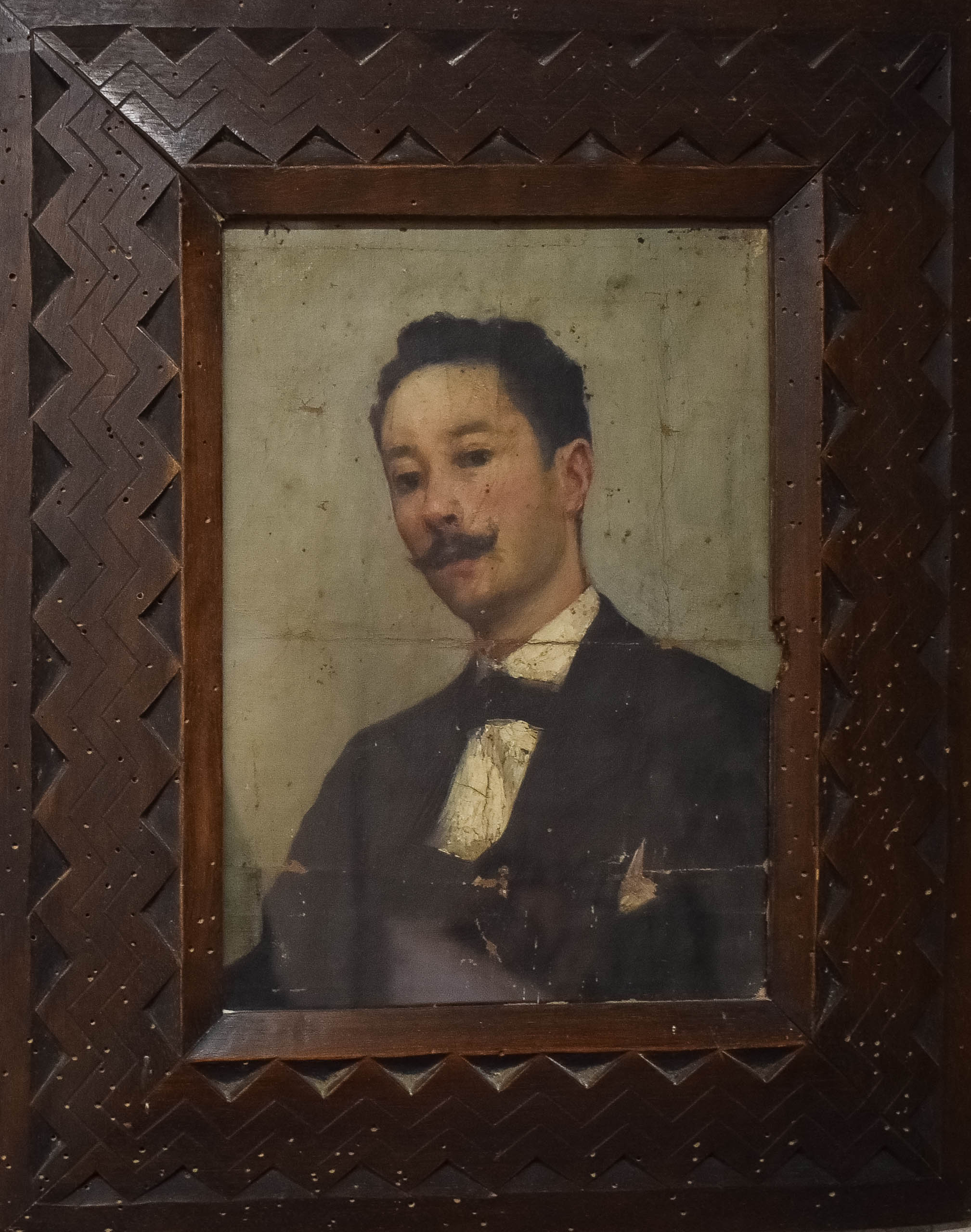
Ambito emiliano, Ritratto di Giuseppe Zacchini, Museo delle Storie di Pieve

Giuseppe Zacchini (Pieve di Cento, 11 agosto 1872 – Cento, 24 maggio 1944) è stato uno scultore italiano, eclettico della fine dell'800 e prima metà del '900.

## Biografia
Giuseppe Zacchini, nato a Pieve di Cento nel 1872, era figlio di un canapino locale. Si formò a Firenze, dove frequentò l'Accademia di Belle Arti, specializzandosi in scultura e acquisendo un singolare eclettismo che gli consentiva di spaziare dalle decorazioni neo-rinascimentali, allo stile floreale. Studiò con accanimento le sculture quattro-cinquecentesche.
Sempre a Firenze lavorò come ceramista  per la Ditta Richard Ginori.
Giuseppe Zacchini era stato il primo destinatario nel 1894 del sussidio del Pio Legato Melloni, destinato a giovani studenti, poi assegnato a Antonio Mosca (1870-1951), pittore nato a Pieve di Cento,  durante l'assenza dello Zacchini da Pieve.
Giuseppe Zacchini è l'autore del busto di Andrea Costa (1851-1910), posto nella piazza centrale di Pieve di Cento, e del busto bronzeo del pievese Capitano del 9º Bersaglieri Alfonso Riguzzi (1841-1903) eroe di Macallè (1896), posto sulla facciata del Municipio di Pieve di Cento accanto al busto bronzeo di Antonio Gramsci (1891-1937) opera dello scultore pievese Antonio Alberghini (1888-1979). Nel museo civico di Pieve di Cento sono conservate alcune sue sculture, fra cui un San Sebastiano in terracotta policroma.
È stato insegnante presso la scuola professionale di Pieve di Cento e ha lavorato alle dipendenze del comune di Pieve di Cento.
Era in relazione di amicizia con il conterraneo pittore Antonio Mosca.

## Famiglia
Giuseppe Zacchini era sposato con Lea Rodondi da cui ebbe sette figli: Biagio, Olindo, Licinia, Antonina, Palmira, Antonino e Lina.

## Riconoscimenti
Il suo paese natale, Pieve di Cento, gli ha dedicato una sala nella locale Pinacoteca Civica dove si conserva anche un suo ritratto di scuola locale eseguito nel 1890/1910.

## Opere
- Figura femminile classica, statua, terracotta
- San Giovannino, rilievo, gesso
- San Giuseppe e Gesù adolescente
- San Sebastiano, terracotta policroma
- Andrea Costa, busto
- Alfonso Riguzzi, busto
- Cornice che orna il capitello votivo con l'immagine del Salvatore sofferente posta all'esterno del campanile della Chiesa del Rosario di Pieve di Cento